# Stazione di Soccavo
Stazione di Soccavo vasútállomás Olaszországban, Nápoly településen.

## Vasútvonalak
Az állomást az alábbi vasútvonalak érintik:
- Circumflegrea-vasútvonal
- Monte Sant'Angelo branch

## Kapcsolódó állomások
A vasútállomáshoz az alábbi állomások vannak a legközelebb:
- Stazione di Traiano (Stazione di Licola, Circumflegrea-vasútvonal)
- Stazione di Piave (Stazione di Montesanto (SEPSA), Circumflegrea-vasútvonal)
- Stazione di Monte Sant’Angelo (Monte Sant'Angelo branch)